# Вожойка (приток Ижа)
Вожойка — река в России, протекает в Удмуртской Республике. Левый приток Ижа.

## География
Длина реки 16 км. Вожойка протекает в лесах севернее Ижевска. Исток на территории Завьяловского района. От истока течёт на запад по Якшур-Бодьинскому району. В низовьях реку пересекает автодорога М7, за мостом на реке имеется пруд, на берегу которого расположена нежилая деревня Старая Вожойка. Впадает в Иж в 208 км от устья последнего, на территории городского округа Ижевск, чуть выше моста на автодороге М7 — Люкшудья. В лесах в бассейне реки также находятся дачные посёлки.

## Данные водного реестра
По данным государственного водного реестра России относится к Камскому бассейновому округу, водохозяйственный участок реки — Иж от истока и до устья, речной подбассейн реки — бассейны притоков Камы до впадения Белой. Речной бассейн реки — Кама
Код водного объекта в государственном водном реестре — 10010101212111100026975